# Guy Smiley
Guy Smiley (Pepe Sonrisas en España, Señor Alegría en Hispanoamérica) era un personaje del programa infantil Sesame Street.
Pepe Sonrisas era el eterno presentador de cualquier programa de TV (fuese cual fuese el formato), igual presentaba un concurso que un talk show, o daba paso al reportero Kermit the Frog. Su principal característica era su fácil excitabilidad y que siempre estaba gritando y sonriendo (de ahí el nombre).
Presentó programas como “Aquí está su vida”, donde los invitados eran objetos como una rebanada de pan, un diente o un árbol (para que los niños aprendiesen como se hacen las cosas), o el concurso “El Invitado Misterioso”, donde los concursantes (el Monstruo de las Galletas, Don Música y Sherlock Hemlock), tenían que adivinar mediante pistas quien se escondía tras la cortina.
- Datos: Q2881846